# Régiment de la garde Litovski
Le régiment de la garde Litovski ou régiment de la garde lituanienne, (en langue russe : Литовский лейб-гвардии полк), est un régiment de la garde impériale de Russie. Il fut formé le 7 novembre 1811 par Alexandre Ier de Russie. Ce régiment de fantassins fut formé à partir du deuxième bataillon du régiment de la garde Preobrajensky.

## Historique du régiment
Le 7 novembre 1811, le deuxième bataillon du régiment de la garde Preobrajenski et d'autres unités issues des différents régiments de l'Armée impériale de Russie et de la garde formèrent le régiment de la garde Litovski. Il se composait de trois bataillons, ceux-ci bénéficiaient des mêmes droits et privilèges que les régiments d'infanterie de la garde.
Le 7 septembre 1812, sous le nom de régiment de la garde Litovski, cette unité militaire prit part à la bataille de Borodino, à la campagne d'Allemagne et à la campagne de France. Le 10 septembre 1812, son effectif s'élevait à 885 hommes.
Pendant la campagne d'Allemagne de 1813, le régiment se couvrit de gloire dans les batailles de Lützen, Bautzen, Dresde, Leipzig, au cours de la campagne de France, ce régiment fut engagé dans la prise de Paris. Le 31 mars 1814, il fit une entrée triomphale dans la capitale française où il bivouaqua quelques mois. Puis, le régiment partit pour la Normandie et le 15 juin embarqua à Cherbourg. Il fit son entrée le 12 août dans Saint-Pétersbourg.
Au terme du conflit qui opposa la Russie à la France napoléonienne, le régiment de la garde Litovski se composait de trois bataillons. Le 12 octobre 1817, avec le 3e bataillon et certaines unités polonaises stationnant à Varsovie, le grand-duc Constantin Pavlovitch de Russie, alors commandant en chef de ce détachement de la garde créa le régiment de la garde Litovski. Les premier et deuxième bataillons formèrent le régiment de la garde Moskovski. Ces deux nouvelles unités militaires bénéficiaient des mêmes avantages et droits que les régiments d'infanterie de la vieille garde
Le 28 avril 1818, le régiment de la garde Litovski regroupait deux bataillons avec, dans chacun d'entre eux, une compagnie de grenadiers et trois compagnies de fusiliers.
En 1830, cette unité militaire fut mobilisée pour réprimer le soulèvement des insurgés polonais. Le 17 novembre 1830, il prit part aux combats dans les faubourgs de Varsovie. Le 14 décembre 1830, il fut engagé dans des combats sur les rives de la Bug, près de la ville de Włodawa. Le 4 janvier 1831, un bataillon de réserve fut créé. Le 25 février 1831, dans la sanglante bataille de Grochow, il fut défait par les troupes polonaises du général Józef Chłopicki. Le 19 juin 1831, près de Vilna, il livra une nouvelle bataille contre l'armée polonaise. Le 2 septembre 1831, le régiment prit d'assaut la ville de Varsovie. Le 16 novembre 1831, le bataillon de réserve fut incorporé au deuxième bataillon, quant à l'ex-deuxième bataillon, il fut intégré au troisième bataillon.
Le 25 janvier 1842, afin de disposer de troupes de réserve, un quatrième bataillon de réserve  composé de soldats du rang est créé. Le 10 mars 1854, ce quatrième bataillon devint actif et un cinquième bataillon de réserve fut créé.
Le 9 février 1856, les meilleurs tireurs de chacun des bataillons composant le régiment de la garde Litovski formèrent une compagnie de fusiliers. Le 6 août 1856, le régiment fut doté de trois bataillons, avec, chacun trois compagnies d'infanterie.
Après la déclaration de guerre de la Russie à la Turquie le 24 avril 1877, ce régiment de la garde fut mobilisé et fut engagé dans les différentes batailles opposant l'Armée impériale russe aux troupes de l'Empire ottoman. Le 28 octobre 1877, cette unité de la garde prit part à la prise de la ville de Telich. Le 4 décembre 1877, après plusieurs mois de siège, il s'empara de la ville de Plevna tenue par Osman Pacha. Le 31 décembre 1877, il prend part à la bataille de Tachkisen.
Le 15 janvier 1878, il s'illustra lors de la bataille de Plovdiv (Roumélie orientale, aujourd'hui en Bulgarie). Le 16 janvier 1878, sous le commandement du général Krasnov, cette unité de la garde prit part à la prise des positions fortifiées de Karaarach. Au cours de cette opération militaire, ils prirent 23 canons à l'ennemi.
Un bataillon de réserve fut créé le 18 juillet 1914, en raison de la mobilisation du régiment de la garde Litovski. Du 18 août au 26 août 1914, il s'illustra dans les combats qui se déroulèrent près de la ville de Soldau. Le 29 août 1914, cette unité militaire participa à la prise de la ville prussienne de Neibourg (aujourd'hui dans la voïvodie de Varmie-Mazurie). Le 5 octobre 1914, il s'illustra lors des combats près du village de Góra Kalwaria (voïvodie de Mazovie). Le 23 octobre 1914, il fut engagé dans la bataille de Łowicz (voïvodie de Łódź). Le 23 octobre 1914, cette unité militaire prit part à la bataille de Chełmno (Couïavie-Poméranie). En novembre 1914, il participa à la bataille qui se déroula au sud-est de Łódź. Du 21 novembre au 2 janvier 1915, il s'illustra lors des combats sur les rives de la Rawka. Du 1er juin au 14 juin 1915, il fut engagé dans l'offensive du Dniestr. Le 17 juin 1915, il s'illustra lors de la bataille de Brusno. Le 6 mai 1915, il fut engagé dans la bataille de Vorona.
En mars 1917, le régiment était en garnison à Saint-Pétersbourg lorsqu'éclata la révolution de février (calendrier Julien). Il fait partie des unités qui se mutinent et rejoignent le peuple insurgé le 27 février.
Litovski fut dissous le 15 avril 1918 et les officiers de cette ex-unité de la garde se réunirent dans la ville de Kiev pour prendre d'un commun accord la décision de rejoindre l'Armée blanche. Ils participèrent à l'opération militaire de Kouban. Dans les derniers mois de 1918, un grand nombre de ces officiers se rendirent en Crimée où ils assurèrent la protection des membres de la famille impériale.

## Chronologie

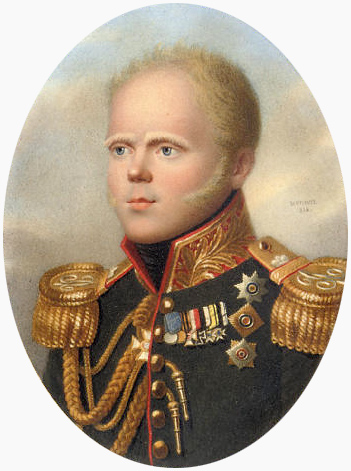
Le grand-duc Konstantin Pavlovitch de Russie

- 7 novembre 1811 : Alexandre Ier de Russie créé le régiment de la garde Litovski.
- 7 mars 1812 : le commandement du régiment de la garde Litovski et celui du régiment de la garde Izmaïlovski  fut confié au grand-duc et Tsarévitch Konstantin Pavlovitch de Russie.
- 7 septembre 1812 : sous ce nom, il prit part à la bataille de Borodino.
- 1813 : s'illustra au cours de différentes batailles de la campagne d'Allemagne.
- 1814 : participa à la campagne de France.
- 12 octobre 1817 : le premier bataillon et d'autres régiments stationnés en Pologne formèrent le nouveau régiment de la garde Litovski, quant aux deuxième et troisième bataillons de la garde, ils formèrent le régiment de la garde Moskovski.
- Le 22 octobre 1817 : Le grand-duc Konstantin Pavlovitch de Russie reçut le commandement de cette nouvelle unité de la garde impériale.
- 1830 : Participa à la répression lors de l'Insurrection de novembre 1830.
- Le 24 octobre 1831 : le commandement de ce régiment fut confié au grand-duc Mikhaïl Pavlovitch de Russie.
- 1877-1878 : s'illustra lors de la guerre russo-turque de 1877-1878.
- 1914-1917 : participa à la Première Guerre mondiale.
- 15 avril 1918 : dissolution du régiment de la garde Litovski.

## Récompenses et honneurs militaires

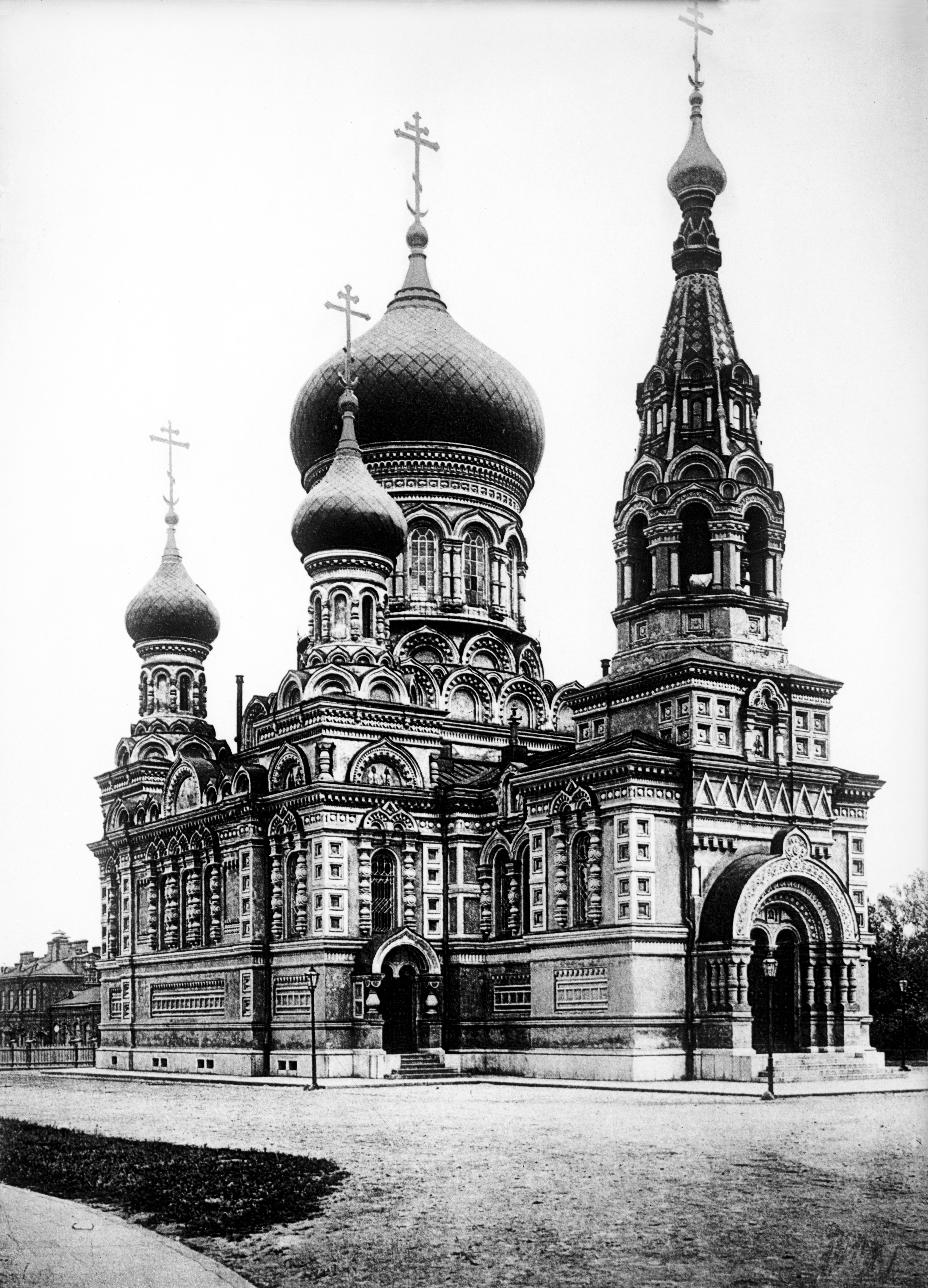
Église Saint-Michel-Archange à Varsovie

- En 1813 : La bannière de l'ordre de Saint-Georges fut décernée au régiment de la garde Litovski avec l'inscription : En récompense pour la défaite et l'expulsion des forces ennemies hors de la Russie en 1812.
- Le 22 août 1850 : Pour le 150e anniversaire de la création de ce régiment, Nicolas Ier de Russie remit à cette unité de la garde le ruban bleu de l'ordre de Saint-André.
- L'inscription sur les casquettes : Pour Philippol le 4 janvier 1878.
- juin 1830 :Au cours des parades militaires, le tambour-major de cette unité de la garde impériale utilisait une canne prise au Vizir de l'Armée de l'Empire ottoman pendant la guerre russo-turque de 1828-1829. Nicolas Ier permit à ce régiment d'utiliser cette canne en juin 1830.
- L'église Saint-Michel-Archange fut construite à Varsovie entre 1892 et 1894. Les travaux de construction furent dirigés par le capitaine et architecte Lüders[5]. Cet édifice religieux dédié au régiment de la garde Litovski fut abandonné après la Première Guerre mondiale et fut démoli en 1923.

## Description de l'insigne militaire

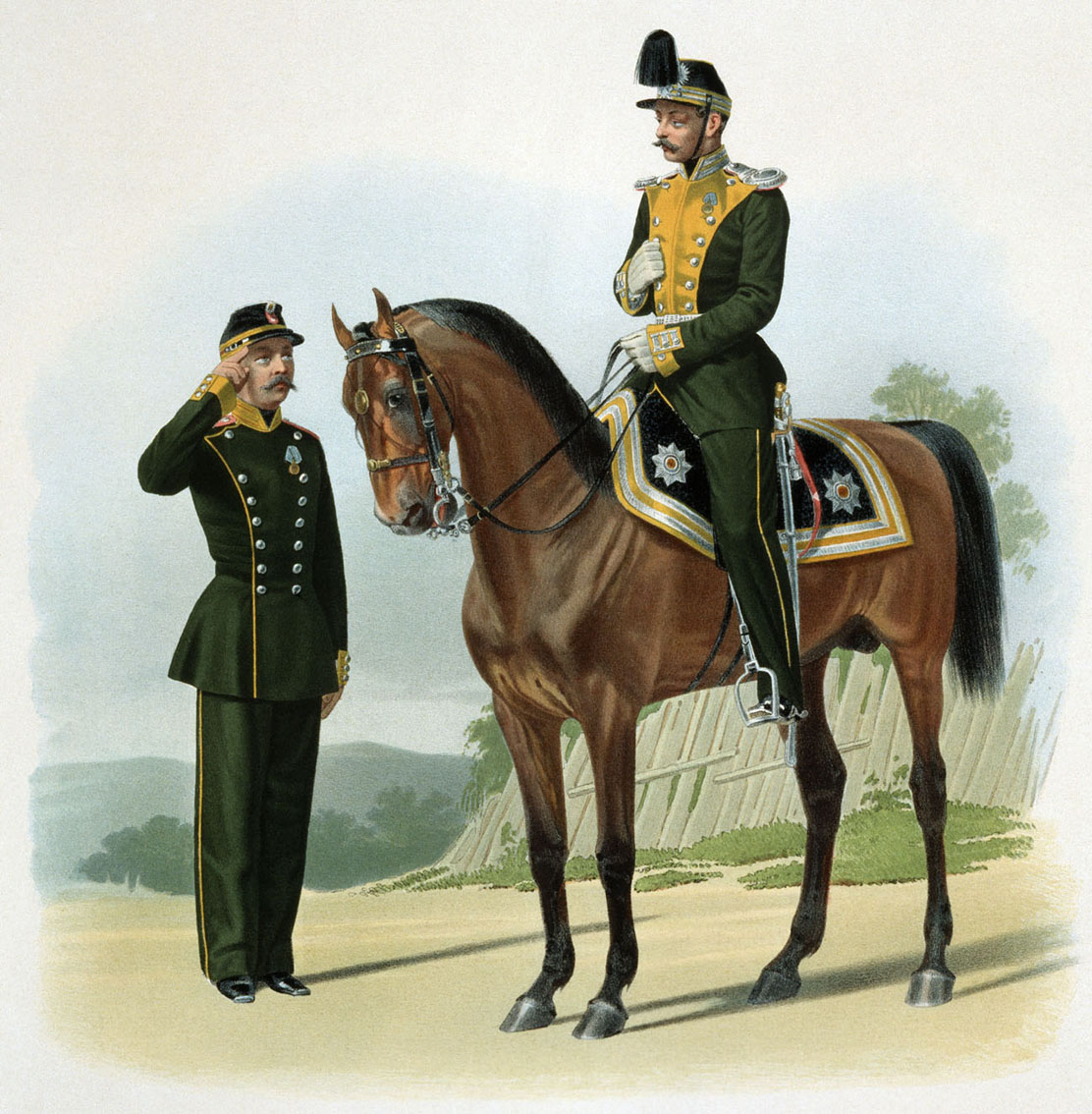
Uniforme du régiment de la garde Litovski (1862)

L'insigne régimentaire de cette unité de la garde impériale représente l'aigle bicéphale surmonté de la couronne impériale. En son centre saint Georges terrassant le dragon.

## Chefs du régiment de la garde Litovski
- 22 octobre 1817 - 15 juin 1831 : tsarévitch et grand-duc Constantin Pavlovitch de Russie ;
- 25 juin 1831 - 28 août 1849 : grand-duc Michel Pavlovitch de Russie ;
- 6 novembre 1856 - 4 mars 1917 : grand-duc Nicolas Nikolaïevitch de Russie ;
- 26 juillet 1872 - 8 janvier 1874 : feld-maréchal Fiodor Fiodorovitch Berg[6].

## Commandants du régiment de la garde Litovski

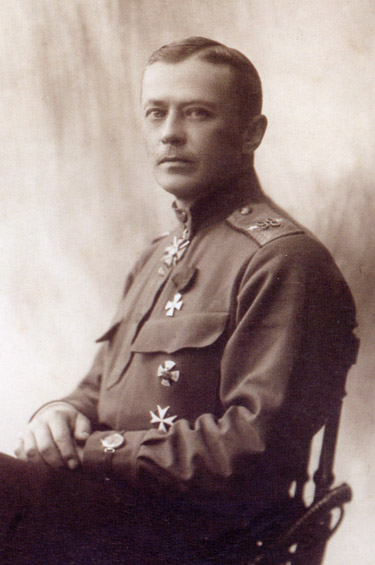
Le major-général Vadim Petrovitch Razgildeev

- 22 janvier 1818-1er juin 1829 : major-général Vassili Mikhaïlovitch Kichkine ;
- 28 juillet 1829-24 octobre 1831 : major-général Karl Mikhaïlovitch Engelmann ;
- 24 octobre 1831-22 septembre 1841 : major-général Pavel Iakovlevitch de Witt ;
- 22 septembre 1841-6 décembre 1849 : major-général Vassili Antonovitch Ammont ;
- 6 décembre 1849-4 mai 1855 : major-général Nikolaï Antonovitch Saltz ;
- 4 mai 1855-23 novembre 1855 : major-général Dmitri Petrovitch Fedorov ;
- 23 novembre 1855-18 juin 1863 : major-général et baron Nikolaï Ivanovitch Meller-Zakomelski ;
- 18 juin 1863-17 juillet 1864 : major-général Otto Vassilievitch Furuhjelm ;
- 19 juillet 1864-30 juillet 1869 : Vassili Vassilievitch Kataleï ;
- 30 août 1869-17 août 1874 : major-général et baron Andreï Nikolaïevitch Korf ;
- 17 avril 1874-1er décembre 1878 : baron Karl-Vladimir Genrikhovitch Arpshofen ;
- 1er décembre 1878-20 novembre 1886 : major-général Alexandre Karlovitch Vodar ;
- 30 novembre 1886-8 février 1895 : major-général Konstantin Alexandrovitch Weiss ;
- 8 mars 1895-13 décembre 1898 : major-général et baron Gustav-Axel von Koten ;
- 20 mars 1899-27 janvier 1901 : major-général Mikhaïl Alexeïevitch Pachkov ;
- 22 mars 1901-30 avril 1903 : major-général Andreï Dmitrievitch Vsevolojski ;
- 9 juin 1903-30 août 1908 : major-général Vladimir Appolonovitch Olokhov ;
- 10 octobre 1908-31 décembre 1913 : major-général Alexandre Vassilievitch Cheremetov ;
- 31 décembre 1913-24 juin 1905 : major-général Konstantin Konstantinovitch Schildbach ;
- 24 juin 1915-28 octobre 1916 : major-général Iosif Kazimirovitch Kononovitch ;
- 28 octobre 1916-10 août 1917 : major-général Vadim Petrovitch Razgildeev ;
- 10 août 1917-22 octobre 1917 : colonel Mikhaïl Nikolaïevitch Esmont ;
- 22 octobre 1917-25 octobre 1917 : colonel Boris Vladimirovitch Ameloung ;
- 25 octobre 1917-2 décembre 1917 : colonel Vladimir Viktorovitch Korsak ;
- 2 février 1917-21 février 1917 : capitaine Bogdan Konstantinovitch Koltchigine ;
- 21 février 1918-12 mars 1918 : colonel Mikhaïl Nikolaïevitch Esmont[6].

## Personnalités célèbres ayant servi au régiment de la garde Litovski

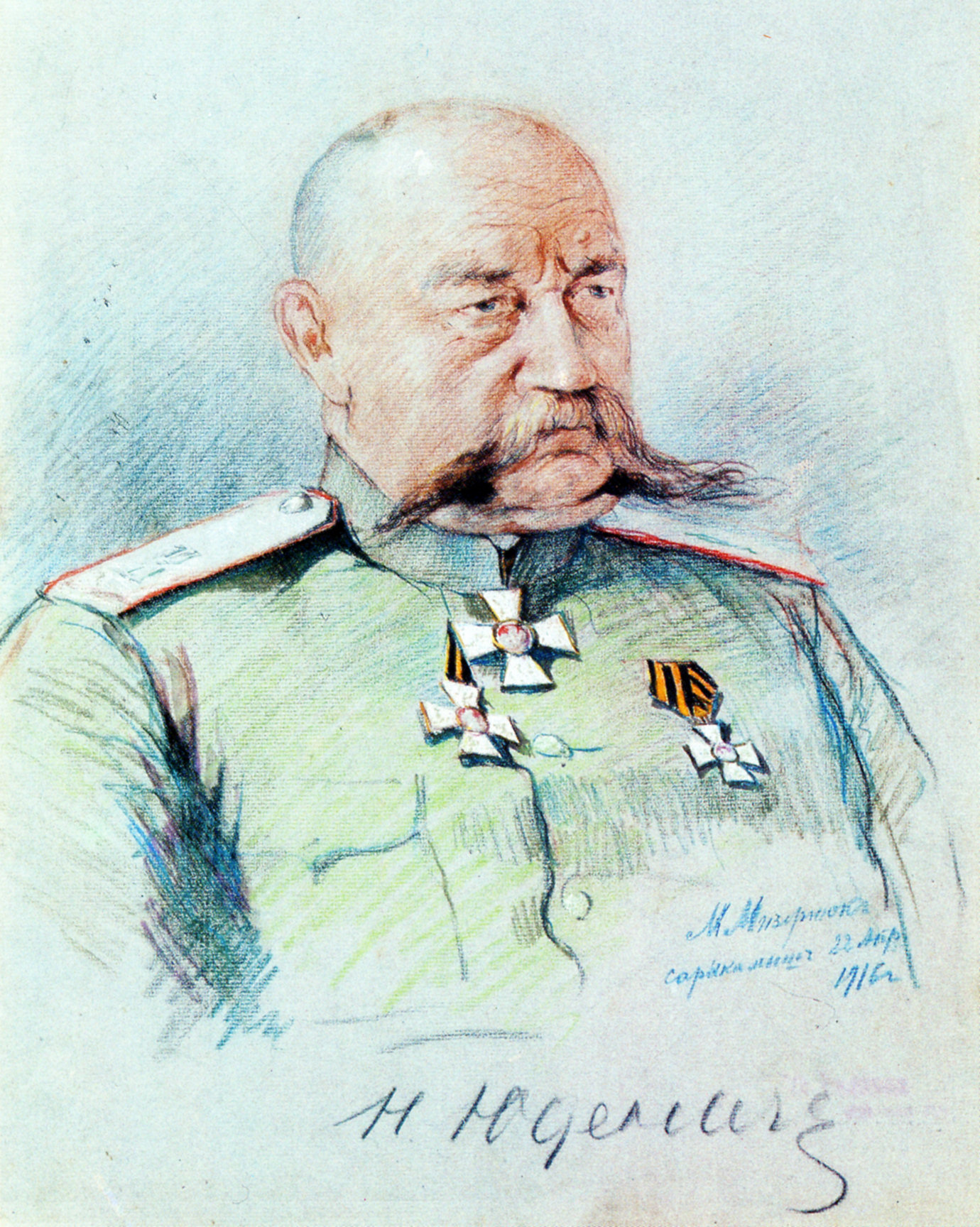
Le général Nikolaï Nikolaïevitch Ioudenitch (1916)

- Vassili Petrovitch Akimov : (1835-1886), général, il participa à la guerre russo-turque de 1877-1878, commandant du 7e régiment de Grenadiers Samogitski, il servit dans le régiment de la garde Litovski en 1854 ;
- Nikolaï Mikhaïlovitch Batezatoul : (1824-1872), général, Il prit part à la campagne militaire du Caucase et à la Guerre de Crimée, il servit dans cette unité de la Garde de 1842 à 1845 ;
- Arseni Stepanovitch Jouravliov : Major-général ;
- Mikhaïl Alexandrovitch Iolchine : (1830-1883), général, il participa à la campagne du Caucase et la guerre russo-turque de 1878-1879, commandant du 16e régiment de grenadiers Mingrelski, il servit dans ce régiment de la garde Litovski de 1852 à 1857 ;
- Alexandre Ivanovitch Ias : (1869-1914), colonel, diplomate, orientaliste ;
- Vladimir Dmitrievitch Kossinski : (1830-1889), général, écrivain militaire, il prit part à la guerre russo-turque de 1877-1878), il servit dans cette unité de 1849 à 1854 ;
- Andreï Fiodorovitch Lichine : lieutenant-général, directeur de la construction du collège Saint-Petersbourg (école du génie civil) ;
- Alexeï Ivanovitch Makcheev : (1822-1892), général, géographe, orientaliste, spécialiste des statistiques militaires ;
- Evgeni Fiodorovitch Novitski : (1867-1931), lieutenant-général, il s'enrôla comme volontaire dans l'Armée blanche ;
- Alexeï Alexeïevitch Odintsov : (1803-1886), général, gouverneur de Nijni Novgorod, il servit dans cette unité de la garde de 1823 à 1842 ;
- Nikolaï Pavlovitch Sleptsov : (1815-1851), major-général, héros de la campagne du Caucase (1817-1864), il servit dans cette unité de la garde de 1837 à 1844, le 10 décembre 1851, sur les rives de la Gekhi, il fut tué au cours de combats opposant l'Armée impériale de Russie aux Tchétchènes.
- Maxime Antonovitch von Taube : général d'artillerie, membre du Conseil d'État ;
- Fiodor Fiodorovitch Eichen : (1821-1877), major-général, il s'illustra lors de l'insurrection polonaise de 1863, il commanda le 36 régiment d'infanterie Tomski ;
- Nikolaï Nikolaïevitch Ioudenitch : (1862-1933), général d'infanterie, il s'illustra au cours de la guerre russo-japonaise, la Première Guerre mondiale, la guerre civile russe, En service dans cette unité de la garde en 1881.

## Association
En 1951, l'Association du régiment de la garde Litovski dénombrait 12 personnes exilées à Paris.

## Les officiers du régiment de la garde Litovski tués au cours de la Première Guerre mondiale, la guerre civile russe ou victimes de la Terreur rouge
Les membres de la famille impériale en service dans les régiments de la garde impériale ne sont pas comptabilisés dans le nombre d'officiers tués au cours ces périodes de guerre.
- 16 officiers du régiment de la garde Litovski furent tués sur le front de l'Est au cours de la Première Guerre mondiale.
- 19 officiers furent tués où décédèrent des suites de leurs blessures ou de maladies diverses au cours de la guerre civile russe (1917-1922).
- 6 officiers furent assassinés au cours de la Terreur rouge[7].

## Sources
- (ru) Cet article est partiellement ou en totalité issu de l’article de Wikipédia en russe intitulé « Литовский лейб-гвардии полк » (voir la liste des auteurs).